# 茨城県道341号鉾田停車場線
茨城県道341号鉾田停車場線（いばらきけんどう341ごう ほこたていしゃじょうせん）は、茨城県鉾田市鉾田地内を通っていた県道である。路線名のとおりかつては鹿島鉄道 鉾田駅への接続のための路線であったが、2007年（平成19年）3月に鹿島鉄道廃線と共に鉾田駅も廃止されたため、2008年4月17日、この路線も廃止された。

## 概要
かつて、鹿島鉄道鉾田駅前から、鉾田市街地を通って鉾田川付近の主要地方道水戸鉾田佐原線に接続する路線であった。路線廃止の1か月前まで、茨城県道8号小川鉾田線の延長線上に道なりに延びる単独路線で、鉾田市街地内の道幅の狭い小川鉾田線（旧道）よりも2車線確保された本路線のほうが道路状況は良かった。廃止直前に20日程の短期間ではあるが、主要地方道小川鉾田線と全線重複となった。

### 路線データ
- 起点：鉾田市鉾田 鉾田駅（廃止）[1]
- 終点：鉾田市鉾田（茨城県道2号水戸鉾田佐原線・茨城県道8号小川鉾田線交点）[1]
- 距離：0.448 km

## 歴史
1959年（昭和34年）10月14日、新たな県道として鹿島郡鉾田町大字鉾田の鉾田停車場を起点とし、県道水戸鉾田佐原線交点を終点とする区間を本路線とする県道鉾田停車場線として茨城県が県道路線認定した。
1995年（平成7年）に整理番号341となっている。
ところが2007年（平成19年）に鹿島鉄道鉾田駅が廃止された。そのあとも約1年間は継続して本路線は存続したが、2008年（平成20年）4月17日に路線廃止となった。

### 年表
- 1929年（昭和4年）5月16日：鉾田駅が開業する。
- 1939年（昭和14年）8月28日：鉾田停車場線の前身である汲上鉾田停車場線が路線認定される[3]。
- 1959年（昭和34年）10月14日
  - 鉾田停車場線（図面対照番号188）が路線認定される[4]。
  - 道路の区域は、鹿島郡鉾田町大字鉾田の鉾田停車場から鹿島郡鉾田町大字鉾田の主要地方道水戸鉾田佐原線交点までと決定された[1]。
- 1995年（平成7年）3月30日：整理番号が整理番号245から整理番号341に変更される[5]。
- 2007年（平成19年）4月1日：鉾田駅が廃止される。
- 2008年（平成20年）3月27日：路線の全域が主要地方道小川鉾田線に編入され、同県道との重複路線となる[2]。
- 2008年（平成20年）4月17日：鉾田停車場線が路線廃止となる[6]。

## 路線状況

### 重複区間
- 全区間が茨城県道8号小川鉾田線と重複（2008年3月27日 - 4月16日）

## 地理

### 通過する自治体
- 茨城県鉾田市

### 交差する道路
- 茨城県道8号小川鉾田線（鉾田市鉾田）